# Psychiatria i Psychoterapia (czasopismo)
Psychiatria i Psychoterapia – internetowe czasopismo naukowe z zakresu psychiatrii i psychoterapii, założone w 2005 roku. Organem założycielskim kwartalnika jest Polskie Towarzystwo Psychiatryczne. Wydawane jest w języku polskim przez Komitet Redakcyjno-Wydawniczy Polskiego Towarzystwa Psychiatrycznego, a redakcja znajduje się na Katedrze Psychoterapii Collegium Medicum Uniwersytetu Jagiellońskiego. Do prac oryginalnych dołączane są streszczenia w języku polskim i angielskim. Wszystkie zasoby udostępnione są nieodpłatnie.
Czasopismo indeksowane jest w Index Copernicus oraz w Ministerstwie Nauki i Szkolnictwa Wyższego. Jest to czasopismo recenzowane. 
Komitet Redakcyjny:
| Stanowisko            |                                    |
| --------------------- | ---------------------------------- |
| Redaktor Naczelny     | Jerzy A. Sobański                  |
| Sekretarz Redakcji    | Katarzyna Klasa                    |
| Redaktorzy tematyczni | Michał Mielimąka Katarzyna Cyranka |

## Adres redakcji
Uniwersytet Jagielloński
Katedra Psychoterapii CM
 ul. Lenartowicza 14
31-138 Kraków